# Rošpoh, Maribor
Rošpoh je naselje v Mestni občini Maribor.